# Alexhelios

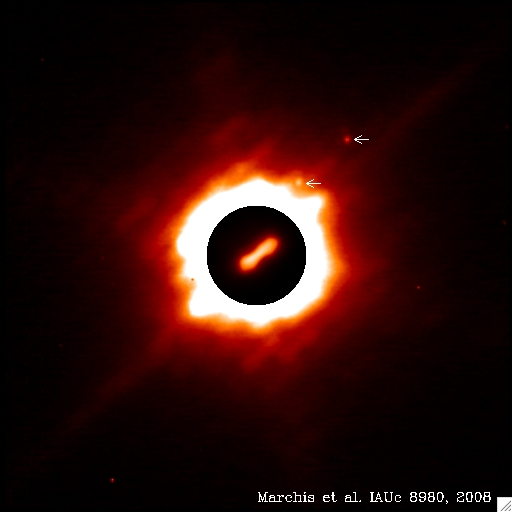
Alexhelios i oppositionen med Kleopatra 216.

Alexhelios (provisorisk beteckning: S/2008 (216) 1) är en asteroidmåne till asteroiden 216 Kleopatra. Den upptäcktes 19 september 2008 när 216 Kleopatra var i opposition. Upptäckare var Franck Marchis, Pascal Descamps, Jérôme Berthier och Joshua P. Emery vid Keck-observatoriet. 2011 fick asteroidmånen sitt namn efter Kleopatra VII:s son Alexander Helios. Diametern på himlakroppen är cirka 9 km. Omloppsbanan har en medelradie på 680 km och omloppstiden är 2,32 dygn. Excentriciteten är 0,00°. Den är därmed den större av de två asteroidmånar som upptäcktes runt 216 Kleopatra 2008. Den andra månen heter Cleoselene.
Redan 1988 gjordes en genomsökning kring 216 Kleopatra efter månar, med UH88, 2,2 meters teleskopet vid Mauna Kea-observatoriet på Hawaii, men då utan resultat.